# Sigismund Thalberg
Sigismund Thalberg (Pâquis, 8 januari 1812 - Napels, 27 april 1871) was een Oostenrijkse componist en een van de grote pianovirtuozen van de 19e eeuw.

## Biografie

### Jeugd
Thalberg werd op 8 januari 1812 in Pâquis, bij Genève, geboren als zoon van barones Von Wetzlar en prins Moritz Dietrichstein. Thalbergs geboorteakte vermeldde echter dat hij de zoon was van Fortunée Stein en Joseph Thalberg. Dit waren fictieve namen: barones Von Wetzlar en prins Moritz Dietrichstein waren niet getrouwd, en het was in die tijd niet ongewoon om op de geboorteakte van een buitenechtelijk kind fictieve namen te gebruiken.
Er is weinig bekend over Thalberg's jeugd. Er wordt wel beweerd dat hij pianoles kreeg van Johann Nepomuk Hummel of Carl Czerny, maar daar zijn geen bewijzen van en Thalberg zelf ontkende dit. Volgens hem kreeg hij les van de eerste fagottist van de Weense Hofopera, maar ook dat is twijfelachtig. Het is ook mogelijk dat hij in zijn jonge jaren les kreeg van zijn moeder, barones Von Wetzlar, van wie bekend is dat ze een goede pianiste was.
Thalberg's eerste publieke optreden was in 1826, toen hij 14 jaar was. In 1828 werd zijn eerste compositie (Op. 1) gepubliceerd: een fantasie op melodieën uit Webers opera Euryanthe. In de jaren 1830 ontmoet Thalberg onder andere Mendelssohn, Chopin en Clara Schumann, die hem alle drie beschrijven als een pianist die vooral uitblonk in techniek. In de jaren 1830 studeert Thalberg contrapunt bij Simon Sechter.

### Thalberg en Liszt
In 1835/36 speelt Thalberg op verschillende gelegenheden in Parijs. Hij heeft hierbij veel succes, en onder anderen Rossini, Meyerbeer en Berlioz zijn enthousiast over zijn optredens. Chopin is minder onder de indruk. Nog kritischer is Franz Liszt, voor wie Thalberg inmiddels een concurrent is geworden die hem als pianovirtuoos naar de kroon steekt. In een artikel voor de Revue et Gazette musicale bespreekt Liszt een aantal composities van Thalberg en kraakt deze tot de grond toe af.
In 1837/38 maakt Thalberg een aantal tournees door Europa. Hij speelt onder andere in Groot-Brittannië, Parijs en Wenen. In deze tijd hoort hij ook voor het eerst Liszt spelen, en Thalberg is erg onder de indruk. In april 1838, als Liszt en Thalberg beiden in Wenen zijn, ontmoeten ze elkaar een paar keer, onder andere als Thalberg Liszt uitnodigt voor een diner dat plaatsvindt op 28 april 1838. In zijn artikelen en besprekingen blijft Liszt echter kritisch, op het vijandige af, tegenover Thalberg. Tijdgenoten verdenken Liszt ervan jaloers te zijn op Thalbergs succes en op zijn techniek, die even goed is als die van Liszt en volgens sommigen zelfs beter dan die van Liszt.

### Amerika
Op 22 juli 1843 trouwt Thalberg met Francesca Lablache, de dochter van een Italiaanse zanger.
In 1855 reist Thalberg een aantal maanden naar Zuid-Amerika om daar concerten te geven in onder andere Rio de Janeiro en Buenos Aires. Vervolgens keert hij terug naar Europa. Na een aantal maanden reist hij naar de Verenigde Staten, waar hij op 3 oktober 1856 in New York aankomt om daar op 10 november een concert te geven.
Nu volgt een periode van acht maanden waarin Thalberg zo'n 5 of 6 concerten per week geeft, soms zelfs meerdere concerten op een dag. Deze eerste tournee eindigt in juli 1857. In september begint hij met een concert in New York aan een tweede tournee. Tijdens deze periode geeft hij ook gratis concerten voor schoolkinderen. Op zijn concerten speelt hij voornamelijk eigen composities, maar ook werk van andere componisten zoals Beethoven en Chopin.
In juni 1858 vertrekt Thalberg plotseling naar Europa. Er gingen geruchten dat hij een affaire had met de zangeres Elena Angri, en dat zij een kind van hem had gekregen. Of deze geruchten klopten en waarom Thalberg plotseling uit Amerika vertrok is onduidelijk.

### Laatste jaren
Na zijn terugkomst uit Amerika vestigt Thalberg zich in Posillipo, vlak bij Napels, in een villa die eigendom was van zijn inmiddels overleden schoonvader Luigi Lablache. Soms verbleef hij hier enkele jaren lang zonder iets van zich te laten horen. Op een aantal concerten na houdt hij zich rustig, en na een tournee in Brazilië in 1863 geeft hij zijn carrière als concertpianist op. Hij overlijdt op 27 april 1871.

## Thalberg als pianist
Thalberg stond bij zijn tijdgenoten bekend als een virtuoos pianist. Dit had hij voor een deel te danken aan een techniek die vaak aan hem toegeschreven wordt, en door veel pianisten (waaronder Liszt) gebruikt is. Deze techniek bestaat eruit dat de duimen van beide handen om beurten op het midden van het klavier de melodie van het stuk spelen, terwijl de rest van de vingers gebruikt worden om de melodie te omlijsten met akkoorden en arpeggio's. De waarheid is dat Thalberg de man was die deze techniek voor het eerst op de piano toepaste. Het is in wezen een vinding van de harpvirtuoos Elias Parish Alvars, een Engelse harpvirtuoos uit het begin van de 18e eeuw en eerste harpsolist van de Weense Opera. Thalberg was zo onder de indruk van Parish Alvars, dat hij dit “driehandig” effect toepaste op pianocomposities. Een van zijn Fantasieën, Mozes, is zelfs gedeeltelijk overgenomen van Parish Alvars.

## Oeuvre
Thalberg heeft vooral veel piano-muziek geschreven. Een groot deel van zijn piano-composities zijn bewerkingen van, en variaties op, composities van andere componisten.
Daarnaast schreef hij een aantal vocale werken en twee opera's: Florinda, ou les Maures en Espagne en Cristina di Svezia. De eerste werd voor het eerst uitgevoerd in 1851 in Londen, de tweede in 1855 in Wenen.